# Rue Paul-Vidal
La rue Paul-Vidal (en occitan : carrièra Paul Vidal) est une voie publique de Toulouse, chef-lieu de la région Occitanie, dans le Midi de la France. Elle se situe dans le quartier Saint-Georges, dans le secteur 1 - Centre.

## Situation et accès

### Description

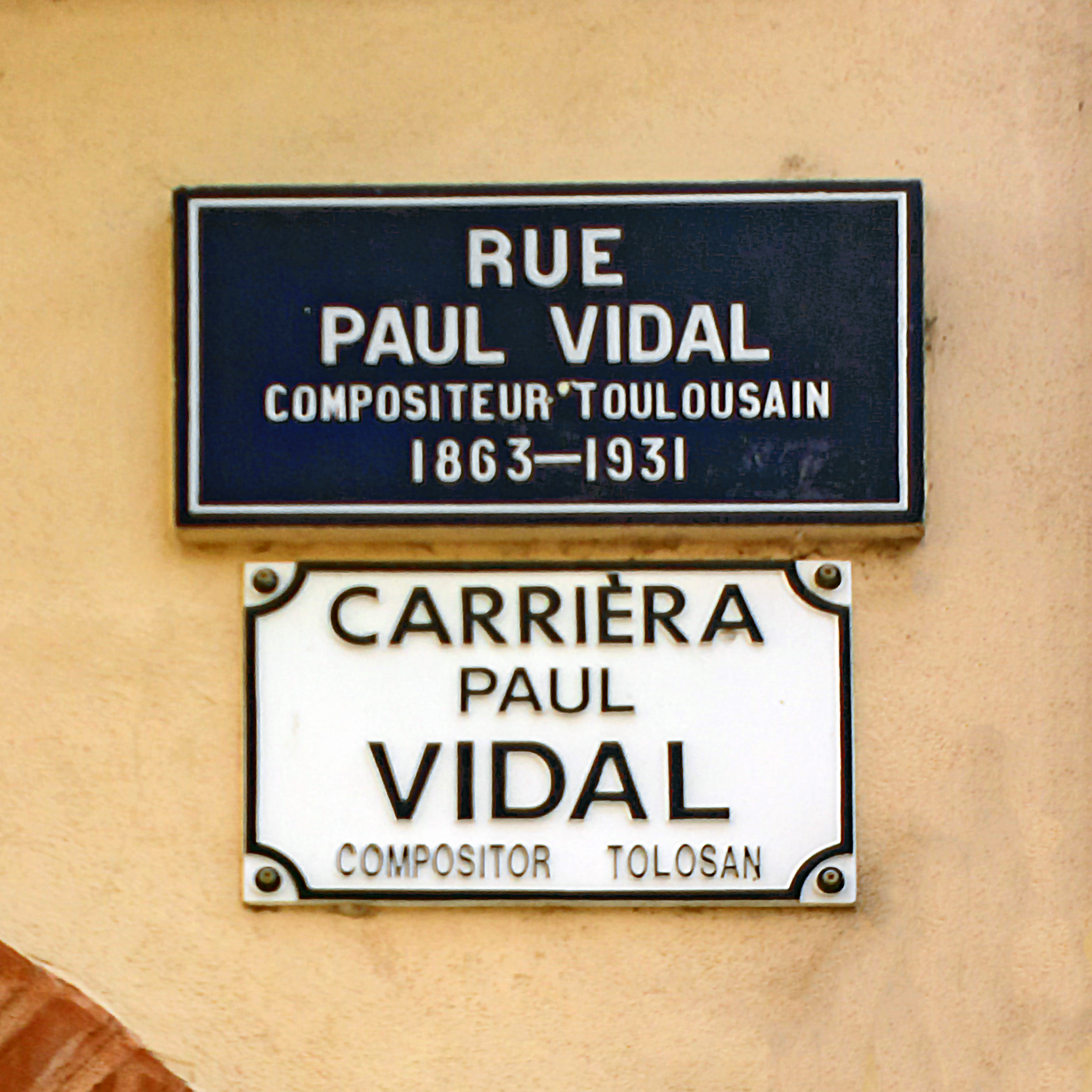
Plaques de rue en français et en occitan.

La rue Paul-Vidal est une voie publique située dans le centre-ville de Toulouse. Elle naît à l'angle nord-est de la place Saint-Georges, en suivant une orientation nord-nord-est. Sur la première partie de son parcours, elle est bordée d'immeubles construits entre le XVIIe siècle et le XIXe siècle, et elle a conservé le gabarit qu'elle avait alors, puisque sa largeur ne dépasse pas 5 mètres. Cette partie de la rue a été rendue semi-piétonne après les travaux des années 2000. À partir du croisement de la rue Louis-Deffès, à laquelle elle donne naissance sur la droite, la forme de la rue Paul-Vidal change radicalement : tandis qu'elle oblique au nord, elle s'élargit à 13 mètres, comme la plupart des autres rues du nouveau quartier Saint-Georges, construit dans les années 1960-1970. Les immeubles qui bordent la rue, pour certains hauts de huit étages, ont d'ailleurs été élevés entre 1966 et 1975. La rue se termine au croisement de la rue Saint-Jérôme, qu'elle reçoit à gauche. À droite s'ouvre l'accès principal à la place Occitane et à l'Espace Saint-Georges.

### Voies rencontrées
La rue Paul-Vidal rencontre les voies suivantes, dans l'ordre des numéros croissants (« g » indique que la rue se situe à gauche, « d » à droite) :
1. Place Saint-Georges
2. Rue Louis-Deffès (d)
3. Rue Saint-Jérôme (g)
4. Place Occitane (d)

### Transports
La rue Paul-Vidal n'est pas directement desservie directement par les transports en commun Tisséo. Elle débouche cependant sur la place Saint-Georges, traversée par la navette Ville. Elle se trouve également à proximité des stations Capitole et Esquirol de la ligne  et de la station François-Verdier de la ligne  du métro. Les arrêts de bus les plus proches, rue de Metz, sont desservis par les lignes de Linéo L7L9 et par les bus 1444. 
Une station de vélos en libre-service VélôToulouse se trouve dans la rue : la station no 8 (19 rue Paul-Vidal).

## Odonymie

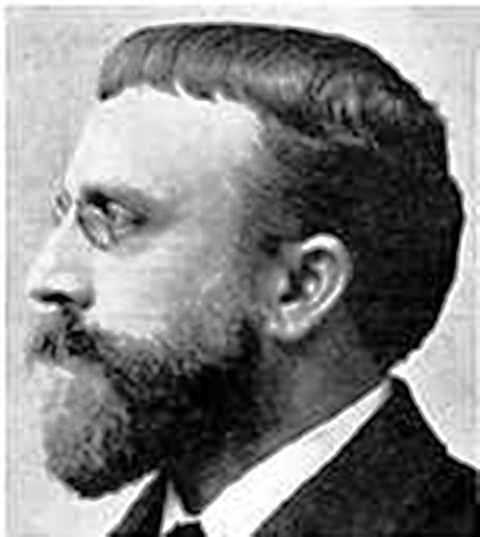
Portrait de Paul Vidal (par Pierre Petit, 1890).

Le nom de la rue rend hommage à Paul Vidal, compositeur français né à Toulouse le 16 avril 1863 et mort à Paris le 9 avril 1931. Il naît au domicile de ses parents, tout proche (actuel no 7 place Saint-Georges). Il est d'abord élève du conservatoire de Toulouse et de l'abbé Massip, organiste de Saint-Nicolas. Il poursuit ses études au conservatoire de Paris, où il suit les cours d'Antoine-François Marmontel, Émile Durand et Jules Massenet. Il obtient le Grand Prix de Rome en 1883. Il poursuit sa carrière à Paris, où il est d'abord à l'Opéra comme sous-chef des chœurs en 1889, directeur du chant en 1892 et chef d'orchestre en 1906, puis à l'Opéra-Comique où il est directeur de la musique de 1914 à 1919.
Au Moyen Âge, les actes les plus anciens, de la fin du XVe siècle, donnent à la rue le nom de rue des Bœufs (buòu en occitan), et ce nom se conserva jusqu'au XIXe siècle : carriera des Buos (occitan médiéval, fin du XVe siècle), rue des Beufs (1550), rue des Bioux (1747), rue des Biaux (XVe siècle). Pendant la Révolution française, en 1794, elle devint quelque temps la rue Terrible, mais l'appellation ne subsista pas. Le conseil municipal, le 12 novembre 1849, lui attribua le nom de rue Saint-Georges, à la demande des habitants qui voulaient en faire oublier la mauvaise réputation. Elle conserva ce nom un peu moins d'un siècle, car elle prit le nom de Paul Vidal par décision du conseil municipal du 27 mars 1941,.

## Histoire

### Moyen Âge et période moderne
Au Moyen Âge, la rue Paul-Vidal, qui porte le nom de rue des Bœufs, appartient au capitoulat de Saint-Étienne. Des personnages importants de l'élite toulousaine, capitouls, conseillers au Parlement et avocats, y ont des propriétés, des immeubles et des jardins, mais ils n'y résident pas. La rue, comme l'ensemble du quartier des Clottes, entre le rempart (actuelles rues du Rempart-Saint-Étienne et Maurice-Fonvieille) et la place Saint-Georges, est principalement peuplées d'artisans. On compte également quelques artistes qui ont leurs ateliers dans les maisons de la rue, le peintre Fergusson (no 19), le sculpteur Thomas (no 23) et l'architecte et sculpteur Claude Pacot (no 21, 22 et 24). On trouve dans la rue beaucoup de petites maisons et d'immeubles mal construits. Malgré les incendies qui ravagent régulièrement le quartier, comme en 1745, les constructions en corondage restent nombreuses (anciens no 13-15, no 21-27, no 12-16 et 24, actuels no 17-19 et no 14-16). Au XIXe siècle, plusieurs constructions nouvelles s'élèvent.
Le côté ouest de la rue (actuels no 1-17) est occupé par le couvent des Augustins déchaussés, installés depuis le milieu du XVIIe siècle entre la rue Saint-Antoine-du-T., la place Saint-Georges et la rue des Bœufs. 

### Époque contemporaine
À la Révolution, la communauté est dissoute et leurs biens sont dispersés. De nouvelles constructions sont élevées au début du XIXe siècle à l'emplacement des bâtiments (actuels no 1-3) et se poursuivent dans les années suivantes (actuels no 5-11).
Les transformations les plus profondes interviennent dans la deuxième moitié du XXe siècle. Dans les années 1950, la municipalité souhaite transformer radicalement et complètement le quartier des Clottes, qui reste l'un des plus insalubres du centre-ville, et organise un plan de renouvellement urbain pour un nouveau quartier Saint-Georges. Dans le secteur de la rue Vidal, les travaux, qui s'étalent entre 1966 et 1975, emportent toute la partie nord de la rue. Du côté ouest, l'architecte Robert Trilhe réalise en 1966 un immeuble de cinq étages (actuels no 5-7), tandis que Jean-Pierre Pierron fait construire la résidence du T (actuels no 17-19), un ensemble de 60 logements sur sept étages, entre 1969 et 1972. Les travaux les plus considérables ont lieu du côté est de la rue, vers 1975, lors de la construction de plusieurs immeubles, entre la rue Paul-Vidal (actuels no 14-18) et la place Occitane (actuels no 2-5).